# Jason Stanley
Jason Stanley (nascido em 1969) é um filósofo estudioso do neofascismo, particularmente nos Estados Unidos. atualmente professor de Filosofia na Universidade de Yale em New Haven, CT. Ele é mais conhecido por suas contribuições à filosofia da linguagem e da epistemologia, que muitas vezes se baseiam e exercem influência em outros campos, incluindo linguística e ciência cognitiva. Ele também escreveu para um público popular no blog de filosofia do New York Times "The Stone". Em seu trabalho mais recente, ele trouxe ferramentas da filosofia da linguagem e da epistemologia para lidar com questões de filosofia política, especialmente em seu livro de 2015, How Propaganda Works, que surgiu a partir de alguns ensaios em "The Stone".

## Educação
Stanley se formou na Corcoran High School em sua cidade natal, Syracuse, Nova York. Ele estudou em Lünen, Alemanha, de 1985 a 1986 como parte do Congresso-Bundestag Intercâmbio de Jovens, após o qual ele se matriculou na Universidade Estadual de Nova York, em Binghamton, NY, onde estudou filosofia da linguagem sob Jack Kaminsky. Em 1987 ele se transferiu para a Universidade Eberhard Karls de Tübingen, mas retornou à Universidade Estadual de Nova York em 1988, desta vez no campus de Stony Brook. Lá, ele estudou filosofia e lingüística sob Peter Ludlow e Richard Larson. Stanley recebeu seu BA em maio de 1990, e passou a receber seu PhD do MIT em janeiro de 1995, com Robert Stalnaker como seu orientador de tese.[carece de fontes?]

## Carreira acadêmica
Depois de receber seu doutorado, Stanley aceitou um cargo no University College, em Oxford, como palestrante. Ele retornou da Inglaterra pouco depois para Nova York para lecionar na Cornell University. Em 2000, ele deixou Cornell e tornou-se professor associado de Filosofia na Universidade de Michigan, em Ann Arbor. Em 2004, ele se mudou para o departamento de filosofia da Universidade Rutgers, onde lecionou de 2004 a 2013. Em março de 2013, ele aceitou o cargo de professor na Universidade de Yale. Seu livro Knowledge and Practical Interests ganhou o prêmio de 2007 da American Philosophical Association. Ele supervisionou muitas dissertações de doutorado, e seus ex-alunos agora ensinam na Universidade de Cornell e na Universidade da Califórnia, em Los Angeles, entre outros lugares.

## Publicações
- Language in Context: Selected Essays (Oxford, Oxford University Press: 2007), ISBN 978-0-19-922592-7
- Knowledge and Practical Interests (Oxford, Oxford University Press: 2005), ISBN 978-0-19-923043-3
- Know How (Oxford University Press: 2011), ISBN 9780199695362
- How Propaganda Works (Princeton University Press: 2015), ISBN 9780691164427